# Naisten SM-sarja 2006/07
Die Saison 2006/07 war die 25. Austragung der höchsten finnischen Fraueneishockeyliga, der Naisten SM-sarja. Die Ligadurchführung erfolgt durch den finnischen Eishockeybund Suomen Jääkiekkoliitto. Die Meisterschaft errang zum insgesamt achten Mal die Espoo Blues.

## Modus
Zunächst spielten alle Mannschaften eine einfache Runde mit Hin- und Rückspiel. Die ersten beiden Mannschaften der Vorrunde qualifizierten sich direkt für das Play-off-Halbfinale, während die weiteren vier Teilnehmer im Viertelfinale zwei weitere Teilnehmer am Halbfinale ausspielten. Die beiden Viertelfinal-Verlierer spielten anschließend in den Play-downs den Teilnehmer an der Relegation aus.
Die Play-offs wurden im Modus Best-of-Five durchgeführt. Um den dritten Platz gab es lediglich ein Spiel.

## Hauptrunde
In der Hauptrunde wurden eine Doppelrunde (zwei Hin- und Rückspiele) und zwei weitere Spiele gespielt. Die ersten beiden Mannschaften hatten sich direkt für das Halbfinale qualifiziert.
| Platz | Name                  | Spiele | S3 | S2 | U | N1 | N0 | Punkte | Tore    |
| ----- | --------------------- | ------ | -- | -- | - | -- | -- | ------ | ------- |
| 1.    | Espoo Blues           | 22     | 18 | 0  | 1 | 1  | 2  | 38     | 111:031 |
| 2.    | IHK Helsinki          | 22     | 17 | 0  | 1 | 0  | 4  | 35     | 097:048 |
| 3.    | Kärpät Oulu           | 22     | 14 | 1  | 2 | 0  | 5  | 32     | 100:054 |
| 4.    | Tampereen Ilves       | 22     | 10 | 0  | 1 | 0  | 11 | 21     | 070:058 |
| 5.    | Hockey Cats Jyväskylä | 22     | 5  | 0  | 1 | 0  | 16 | 11     | 053:019 |
| 6.    | Tappara Tampere       | 22     | 0  | 0  | 0 | 0  | 22 | 0      | 025:158 |

### Beste Scorerinnen der Hauptrunde
| Pl. | Spielerin           | Klub   | Tore | Vorlagen | Punkte |
| --- | ------------------- | ------ | ---- | -------- | ------ |
| 1   | Karoliina Rantamäki | Blues  | 28   | 23       | 51     |
| 2   | Marjo Voutilainen   | Blues  | 12   | 25       | 37     |
| 3   | Anne Helin          | IHK    | 20   | 16       | 36     |
| 4   | Kati Kovalainen     | IHK    | 12   | 20       | 32     |
| 5   | Piia Lallukka       | Blues  | 13   | 18       | 31     |
| 6   | Eini Lehtinen       | Kärpät | 15   | 15       | 30     |
| 7   | Satu Hoikkala       | Kärpät | 14   | 16       | 30     |
| 8   | Vilja Lipsonen      | IHK    | 13   | 15       | 28     |
| 9   | Katja Riipi         | IHK    | 10   | 18       | 28     |
| 10  | Mari Saarinen       | Ilves  | 6    | 21       | 27     |

## Play-offs

### Viertelfinale
|               |   |                       | Serie | 3. Februar 2007     | 4. Februar 2007                |
| ------------- | - | --------------------- | ----- | ------------------- | ------------------------------ |
| Kärpät Oulu   | – | Tappara Tampere       | 2:0   | 7:1 (0:1, 2:0, 5:0) | 4:1 (1:1, 0:0, 3:0)            |
| Ilves Tampere | – | Hockey Cats Jyväskylä | 2:0   | 7:1 (3:0, 3:0, 1:1) | 5:4 n. V. (4:1, 0:3, 0:0, 1:0) |

### Halbfinale
In den Halbfinalspielen am 22., 24., 25. und 27. Februar 2007 traten die Mannschaften auf den ersten vier Plätzen nach dem Modus Best-of-Five gegeneinander an; dabei spielte der 1. gegen den schlechter platzierten Viertelfinalsieger und der 2. gegen den besser platzierten. Die besser platzierte Mannschaft hatte dabei zuerst Heimrecht.
|              |   |               | Serie | 1                   | 2                   | 3                   | 4                   | 5 |
| ------------ | - | ------------- | ----- | ------------------- | ------------------- | ------------------- | ------------------- | - |
| Espoo Blues  | – | Ilves Tampere | 3:0   | 6:0 (3:0, 2:0, 1:0) | 3:1 (0:0, 2:1, 1:0) | 4:1 (0:0, 1:0, 3:1) | –                   | – |
| IHK Helsinki | – | Kärpät Oulu   | 1:3   | 4:6 (2:0, 0:4, 2:2) | 4:5 (2:2, 1:1, 1:2) | 5:2 (2:1, 2:1, 1:0) | 1:2 (0:1, 0:0, 1:1) | – |

### Spiel um Platz 3
Um den dritten Platz wurde lediglich ein Spiel ausgetragen.
| 3. März 2007 | IHK Helsinki | 5:0 (2:0, 1:0, 2:0) | Ilves Tampere |  |

### Finale
Die Finalserie im Modus Best-of-Five war nach vier Spielen der Mannschaft beendet.
|             |   |             | Serie | 1                  | 2                                   | 3                   | 4                   | 5 |
| ----------- | - | ----------- | ----- | ------------------ | ----------------------------------- | ------------------- | ------------------- | - |
| Espoo Blues | – | Kärpät Oulu | 3:1   | 3:5 0:1, 3:2, 0:2) | 4:3 n. P. (0:0, 1:0, 1:2, 0:0, 2:3) | 4:0 (2:0, 0:0, 2:0) | 5:0 (0:0, 5:0, 0:0) | – |

### Beste Scorerinnen
| Pl. | Spielerin           | Klub   | Tore | Vorlagen | Punkte |
| --- | ------------------- | ------ | ---- | -------- | ------ |
| 1.  | Karoliina Rantamäki | Blues  | 14   | 2        | 16     |
| 2.  | Jenni Pitkänen      | Kärpät | 7    | 5        | 12     |
| 3.  | Henna Savikuja      | Kärpät | 4    | 4        | 12     |
| 4.  | Satu Hoikkala       | Kärpät | 4    | 4        | 12     |
| 5.  | Marjo Voutilainen   | Blues  | 2    | 9        | 11     |
| 6.  | Piia Lallukka       | Blues  | 4    | 6        | 10     |

## Play-downs
In der Play-downs traten die beiden Verlierer des Viertelfinales der Naisten SM-sarja gegeneinander an. Der Gewinner hatte den Klassenerhalt geschafft, der Verlierer musste sich in der Relegation gegen den Erstplatzierten der I-Divisioona um den verbleibenden Platz in der SM-sarja kämpfen.
|                       |   |                 | Serie | 24. Februar 2007                    | 25. Februar 2007    |
| --------------------- | - | --------------- | ----- | ----------------------------------- | ------------------- |
| Hockey Cats Jyväskylä | – | Tappara Tampere | 2:0   | 3:2 n. P. (0:0, 0:0, 2:2, 0:0, 2:1) | 4:2 (4:1, 0:1, 0:0) |

## Relegation
Die Mannschaft Tappara Tampere konnte sich gegen Sieger der I-Divisioona, APV Kuortane, behaupten, so dass es weder Auf- noch Absteiger gab.
|                 |   |              | Serie | 3. März 2007        | 4. März 2007        |
| --------------- | - | ------------ | ----- | ------------------- | ------------------- |
| Tappara Tampere | – | APV Kuortane | 2:0   | 3:2 (1:1, 2:1, 0:0) | 7:3 (1:1, 4:2, 2:0) |